# Карађорђев конак
Карађорђев конак, који се у литератури назива Карађорђев двор или његова престона резиденција, најрепрезентативнија је грађевина у оквиру комплекса Карађорђевог града.

## Положај и првобитни изглед
Простирао се од црквеног звоника (који је био југоисточна одбрамбена кула) до куле која се налазила на југозападном темену утврђеног тополског града, чинећи његов јужни зид у дужини од 40 метара. Данас је сачуван део конака, у наставку југозападне куле, а део од око 17 метара према црквеном звонику је нестао приликом гушења Тополске буне и рушења тополског града, 30. новембра 1877. године.
Подигнут по Kарађорђевој замисли, конак је 1811. године имао седам соба, трпезарију, сарачану (одају у којој је држана опрема за коње), пространи трем испред соба, а у подножју, што је диктирао благи пад терена, налазиле су се две подрумске просторије, у које се улазило из трема оивиченог луцима. Подигнут као главна резиденција врховног Вожда, конак је сазидан од камена у кречном малтеру, тако да је он истовремено био и јужни зид утврђења Карађорђевог града. Конак је повезан с југозападном градском кулом, у чијим се зидовима, дебелим 1,5 метар, налазе отвори за пушкарнице. Конак је, уз извесне преправке, реновирао Карађорђев син, кнез Александар, док је био на власти. 

## Конак данас
Данас је то монументална грађевина, којој је услед вишеструких рушења и разних преправки приликом обнављања, првобитни изглед делимично нарушен. Данашњи изглед и ентеријер, са надзиданом кулом до висине коју је могла имати у време подизања, Конак је добио у реконструкцији и конзервацији коју је 1965. године извео Завод за заштиту споменика културе СР Србије. Зграда је у основи правоугаона, коју карактерише простран трем на главној страни, са низом стубова са јастуцима и оградом од профилисаног шашовца. На западној страни конака уздиже се висока камена кула, која даје посебан утисак читавој грађевини.
У конаку је стална изложба личних предмета Вожда и аутентично оружје из Првог српског устанка међу којима је и оригинални ливени Карађорђев топ из 1812. године, познат под именом „абердар” (што на турском значи: гласник). На топу недостаје десна ручка коју је краљ Петар I Карађорђевић искористио као основу за све крунидбене инсигније желећи да симболично повеже своју владавину са славном владавином свога деде, Вожда Карађорђа.